# Escuela Nacional Superior Agronómica
La Escuela Nacional Superior Agronómica (en francés: École nationale supérieure de formation de l’enseignement agricole, también conocida como ENSFEA, anteriormente École nationale de formation agronomique)) es una escuela de agricultura de Francia. 
Fundada en 1963.
Está ubicado en Toulouse, campus Universidad Federal de Toulouse Midi-Pyrénées. También es miembro de la conferencia de grandes escuelas.
Es una de las escuelas nacionales de formación de maestros en Agronomía en Francia. ENSFEA también ofrece licenciatura, maestría y doctorados.

## Tesis doctoral ENSFEA
Laboratorio y doctorados de investigación
- Laboratorio Dinámicas Rurales
- Laboratorio Evolución y Biodiversidad
- Laboratorio de Estudios y de Investigación sobre la Economía, las Políticas y los Sistemas Sociales
- Laboratorio de Ciencias de la Educación